# Teofil Budzanowski
Teofil Budzanowski, ps. Tum (ur. 10 grudnia 1894 w Rypinie, zm. 5 marca 1959 w Piotrkowie Trybunalskim) – polski pedagog i nauczyciel. Poseł na Sejm II Rzeczypospolitej V kadencji. W czasie powstania warszawskiego był porucznikiem, zastępcą dowódcy V Zgrupowania „Kryska”. Był także poetą, opublikował dwa tomiki wierszy.

## Życiorys
Syn Antoniego i Pauliny z domu Cichowicz. Urodził się w Rypinie, tam też uczęszczał do szkoły, uczestnicząc w 1905 w strajku szkolnym. W 1913 ukończył seminarium nauczycielskie w Wymyślinie i rozpoczął pracę nauczycielską w szkołach ludowych w powiatach Rypin i Lipno. W czasie I wojny światowej współpracował z POW, walczył w szeregach w 6 pułku piechoty Legionów. W okresie 1919–1921 był redaktorem „Ziemi Dobrzyńskiej”.
W 1920 ochotniczo uczestniczył w wojnie z bolszewikami, jako instruktor werbunkowy w powiecie Rypin, a następnie referent oświatowy 6 pułku piechoty Legionów. W 1921 przeszedł do rezerwy. Od 1921 był nauczycielem w gimnazjum prywatnym w Rypinie. W 1928 ukończył studia na Wydziale Humanistycznym Uniwersytetu Warszawskiego, uzyskując dyplom nauczyciela szkół średnich.
Jako nauczyciel pracował od 1928 do 1938 w szkołach średnich w Państwowym Gimnazjum i Liceum im. Adama Mickiewicza w Grodnie, a następnie profesorem Państwowego gimnazjum i Liceum im. Jana Kochanowskiego w Warszawie. Od 1934 był inspektorem szkolnym w Łomży oraz radnym Grodna, następnie w Białymstoku, gdzie był prezesem Zarządu Wojewódzkiego Federacji Polskich Związków Obrony Ojczyzny. Członek PSL „Wyzwolenie”, a następnie PPS.
Podporucznik rezerwy piechoty ze starszeństwem z dniem 1 września 1931 z przydziałem do 76 Lidzkiego pułku piechoty w Grodnie.
W 1938 został posłem ziemi grodzieńskiej w Sejmie V kadencji. Był współautorem kilku ustaw, m.in. o bibliotekach publicznych uchwalonej 22 marca 1939.
W wojnie obronnej w 1939 był oficerem w dyspozycji Dowództwa Okręgu Korpusu nr III, potem w Grupie Operacyjnej „Grodno”. W konspiracji od listopada 1939, początkowo w Wojskowej Organizacji Polskiej, a następnie w Związku Walki Zbrojnej. W trakcie konspiracji był organizatorem i pierwszym dowódcą 4 kompanii V Zgrupowania Rejonu 2 Obwodu Śródmieście AK, zaś od połowy 1943 zastępcą dowódcy Zgrupowania. Był również wykładowcą w Szkole Podchorążych Piechoty. Działa również w tajnym szkolnictwie. Był członkiem pięcioosobowej grupy kierującej nauczaniem na terenie Warszawy-Południe. Prowadził również tajne komplety w Szkole Ogrodniczej nr 94 na Siekierkach.
W powstaniu warszawskim był początkowo zastępcą dowódcy V Zgrupowania por. Romana Rożałowskiego „Siekiera”. Od 5 sierpnia 1944 dowodził również 4 kompanią Zgrupowania. Od 8 sierpnia dowodził pododcinkiem „Tum” Zgrupowania „Kryska”, zaś od 9 sierpnia był dodatkowo zastępcą dowódcy zgrupowania Zygmunta Netzera – kapitana „Kryski”. Po ranieniu kpt. „Kryski” od 12 września pełnił funkcje dowódcy V Zgrupowania „Kryska” na odcinku Górny Czerniaków. 14 września podczas walk Budzanowski został ciężko ranny. Przeniesiono go do szpitala przy ul. Płockiej, następnie do Brwinowa.
Na temat powstania napisał opowiadania: Kryska w czasie powstania warszawskiego na Czerniakowie i Wspomnienia. Czerniaków w ogniu publikowane w odcinkach na łamach „Gazety Ziemi Piotrkowskiej”, której był w 1958 współzałożycielem i jednym z pierwszych autorów tekstów. W powstaniu uczestniczyły również jego dzieci: córka Maria (ps. „Gnom”) była łączniczką, syn Tadeusz Budzanowski (ps. „Tumek”) – kapralem podchorążym, zaś syn Andrzej Zdzisław (ps. „Szymon” lub „Samson”) – strzelcem.
Po zakończeniu wojny pracował w szkolnictwie, początkowo w Tomaszowie Mazowieckim. W latach 1947–1950 był dyrektorem I Liceum Ogólnokształcącego im. Bolesława Chrobrego w Piotrkowie Trybunalskim. W 1950 został aresztowany przez władze komunistyczne i pozbawiony funkcji dyrektora, a następnie przeniesiony na etat nauczyciela w II Liceum Ogólnokształcącym. Został zrehabilitowany w 1957, przywrócono mu też stanowisko dyrektora I Liceum im. Bolesława Chrobrego. Funkcję tę pełnił aż do śmierci w 1959.
Rozkazem Dowódcy AK nr 424 z 18 września 1944 otrzymał Order Virtuti Militari; uzasadnienie brzmiało: za dzielność, inicjatywę i dobry przykład dla podwładnych. Order został zweryfikowany pozytywnie uchwałą Kapituły Orderu Wojennego Virtuti Militari z dnia 13 października 2011.

## Ordery i odznaczenia
- Order Wojenny Virtuti Militari (18 września 1944)[5][6]
- Krzyż Kawalerski Orderu Odrodzenia Polski (1957)
- Order Krzyża Grunwaldu III klasy (2 sierpnia 1946)[7]
- Krzyż Walecznych (trzykrotnie)
- Złoty Krzyż Zasługi z Mieczami
- Złoty Krzyż Zasługi
- Medal Niepodległości (16 marca 1933)[8]
- Srebrny Krzyż Zasługi (10 listopada 1933)[9]
- Brązowy Krzyż Zasługi
- Srebrny Wawrzyn Akademicki (7 listopada 1936)[10]
- Złota Odznaka ZNP[11]